# Eucereon arenosum
Eucereon arenosum là một loài bướm đêm thuộc phân họ Arctiinae, họ Erebidae.